# Heliophanus okinawensis
Heliophanus okinawensis este o specie de păianjeni din genul Heliophanus, familia Salticidae, descrisă de Kishida, 1910. Conform Catalogue of Life specia Heliophanus okinawensis nu are subspecii cunoscute.